# Survivor Series (2018)
Survivor Series 2018 fue la trigésima segunda edición de Survivor Series, un evento pago por visión de lucha libre profesional realizado por la WWE. Tuvo lugar el 18 de noviembre de 2018 desde el Staples Center en Los Ángeles, California. El tema oficial del evento fue "Let Me Live/Let Me Die" de Des Rocs.

## Argumento
Al igual que el año anterior, el tema de Survivor Series es la «supremacía de marcas», con los campeones de la marca Raw enfrentando a sus homólogos de la marca SmackDown Live en combates no titulares: el Campeón Universal de la WWE contra el Campeón de la WWE, el Campeón Intercontinental contra el Campeón de los Estados Unidos, y los Campeones en Parejas de Raw contra los Campeones en Parejas de SmackDown. Un combate con la Campeona Femenina de Raw contra la Campeona Femenina de SmackDown fue también planeado, pero se canceló debido a que las Campeona Femenina de SmackDown sufrió una lesión legítima días antes del evento. La Campeona Femenina de Raw fue programada para enfrentar a una ex-Campeona Femenina de SmackDown en un combate no titular. Además, como el Campeonato Peso Crucero, perteneciente a Raw, no tiene una contraparte de SmackDown Live, fue el único título defendido en el evento. También se llevaron a cabo tres Traditional Survivor Series Elimination matches. Dos fueron combates estándar de 5 contra 5, enfrentando a cinco luchadores masculinos y femeninos de Raw contra cinco luchadores masculinos y femeninos de SmackDown Live, respectivamente, mientras que el tercero fue un combate de eliminación de 5 equipos contra 5 equipos, con cinco equipos de Raw contra cinco de los equipos de SmackDown Live.
En Evolution, Ronda Rousey derrotó a Nikki Bella para retener el Campeonato Femenino de Raw, mientras que Becky Lynch derrotó a Charlotte Flair en un Last Woman Standing match para retener el Campeonato Femenino de SmackDown. Durante una entrevista tras bastidores de Rousey después de su victoria, Lynch la confrontó, y su combate en Survivor Series se confirmó la noche siguiente en Raw. En el episodio del 12 de noviembre de Raw, Lynch dirigió a la división femenina de SmackDown Live en una invasión de Raw, donde atacó a Rousey y le aplicó un Dis-arm-her. Durante la pelea, Lynch sufrió una fractura facial y conmoción cerebral legítimas luego de un golpe de Nia Jax. Debido a la lesión, Lynch fue retirada del combate de Survivor Series y ella eligió a Flair como su reemplazo.
En Crown Jewel, AJ Styles derrotó a Samoa Joe para retener el Campeonato de la WWE, mientras que Brock Lesnar derrotó a Braun Strowman para ganar el vacante Campeonato Universal de la WWE, estableciendo una revancha entre Styles y Lesnar del evento del año anterior.  Sin embargo, en el SmackDown Live final antes de Survivor Series, Daniel Bryan derrotó a Styles para convertirse en el campeón de la WWE, reemplazando a Styles como el oponente de Lesnar. Después del combate, Bryan atacó a Styles, convirtiéndose en heel en el proceso.
Durante el pre-show de Crown Jewel, Shinsuke Nakamura derrotó a Rusev para retener el Campeonato de los Estados Unidos. Después del evento, se programó un combate entre Nakamura y el campeón Intercontinental Seth Rollins para Survivor Series.
En Crown Jewel, The Bar (Cesaro & Sheamus) retuvieron el Campeonato en Parejas de SmackDown contra The New Day (representado por Big E & Kofi Kingston), mientras que en el episodio del 5 de noviembre de Raw, AOP (Akam & Rezar) derrotaron a Seth Rollins en un Handicap match para convertirse en los nuevos Campeones en Parejas de Raw. Un combate entre los dos equipos fue confirmado para Survivor Series.
En Super Show-Down, Buddy Murphy derrotó a Cedric Alexander para ganar el Campeonato Peso Crucero. En el episodio del 31 de octubre de 205 Live, Mustafa Ali derrotó a Tony Nese para convertirse en el contendiente por el título, y su combate de campeonato contra Murphy se confirmó para Survivor Series.
En el episodio del 5 de noviembre de Raw, el gerente general interino de Raw, Baron Corbin, reveló a Braun Strowman, Dolph Ziggler y Drew McIntyre como los primeros tres miembros del equipo masculino de Team Raw, mientras que al mismo tiempo se declaró a sí mismo capitán, aunque declaró que no competiría debido a su posición como gerente. Kurt Angle intervino, queriendo reemplazar a Corbin como capitán, por lo que Corbin hizo a Angle enfrentarse a McIntyre en un combate donde si Angle ganara, él habría estado en el equipo; sin embargo, Angle perdió. La semana siguiente, Finn Bálor derrotó a Ziggler y la comisionada de Raw Stephanie McMahon recompensó a Bálor agregándolo al equipo. Más tarde, Bobby Lashley ganó el último lugar al derrotar a Elias. Para el equipo masculino de Team SmackDown Live, en el episodio del 6 de noviembre de SmackDown Live, el comisionado de la marca, Shane McMahon, y la gerente general Paige anunciaron que The Miz y Daniel Bryan serían los co-capitanes del equipo masculino de Team SmackDown Live. The Miz y Bryan eligieron a Shane, ya que Shane había ganado la Copa Mundial de la WWE en Crown Jewel. Más tarde, Rey Mysterio y Samoa Joe se unieron al equipo después de derrotar a Andrade "Cien" Almas y Jeff Hardy, respectivamente. La semana siguiente, Bryan fue retirado del Team SmackDown Live; Hardy lo reemplazó después de derrotar a Almas.
En el episodio del 5 de noviembre de Raw, el gerente general interino de Raw, Baron Corbin, nombró a Alexa Bliss como capitana del equipo femenino de Team Raw, pero en una capacidad no competitiva debido a una lesión. La semana siguiente, Bliss reveló a Nia Jax, Mickie James, Tamina y Natalya, que estaba ausente, como sus primeras cuatro selecciones, y reveló que la ganadora de un combate entre Sasha Banks y Bayley sería el miembro final. Sin embargo, durante el combate, el equipo atacó a Banks y Bayley, lo que provocó que el combate termine sin resultado, y Bliss dijo que ninguna de las dos estaría en el equipo y luego presentó a Ruby Riott como el miembro final. Para el equipo femenino del Team SmackDown Live, en el episodio del 6 de noviembre de SmackDown Live, la gerente general de SmackDown Live, Paige, reveló a Carmella, Naomi, Sonya Deville, Asuka y Charlotte Flair como integrantes del equipo femenino del Team SmackDown Live, pero Flair no se presentó; la semana anterior, Paige le pidió a Flair que fuera capitana, pero Flair sintió que no era la persona adecuada, pero dijo que lo pensaría. Flair fue en cambio nombrada como el reemplazo de Becky Lynch para enfrentar a Ronda Rousey.
En el episodio del 6 de noviembre de SmackDown Live, The Usos (Jey & Jimmy Uso) derrotaron a The New Day (representado por Big E & Kofi Kingston), para convertirse en los capitanes del Team SmackDown Live, en el combate de eliminación de equipos. Inmediatamente después del combate, The Usos eligió a The New Day como su primera elección. La semana siguiente, The Usos agregó a SAni†Y (Alexander Wolfe, Eric Young & Killian Dain), Luke Gallows & Karl Anderson, y The Colóns (Épico Colón & Primo Colón) al equipo. En el episodio del 12 de noviembre de Raw, se produjo una battle royal de equipos para determinar a los capitanes del Team Raw. El equipo de Bobby Roode & Chad Gable derrotaron a The Revival (Dash Wilder & Scott Dawson), The B-Team (Bo Dallas & Curtis Axel), Lucha House Party (Lince Dorado, Kalisto & Gran Metalik), The Ascension (Konnor & Viktor), y el equipo de Heath Slater & Rhyno para ganar la capitanía del Team Raw, compuesto por todos los equipos en la batalla real, excepto Slater y Rhyno, y el combate de eliminación por equipos fue programado para el pre-show de Survivor Series.

## Resultados
En paréntesis los tiempos de cada combate:
- Kick-Off: Team SmackDown Live (The Usos (Jey Uso & Jimmy Uso) (capitanes), The New Day (Big E & Xavier Woods), SAni†Y (Eric Young & Killian Dain), Luke Gallows & Karl Anderson & The Colóns (Épico Colón & Primo Colón)) (con Kofi Kingston & Alexander Wolfe) derrotaron a Team Raw (Chad Gable & Bobby Roode (capitanes), The Revival (Dash Wilder & Scott Dawson), Lucha House Party (Lince Dorado & Kalisto/Gran Metalik), The B-Team (Bo Dallas & Curtis Axel) & The Ascension (Konnor & Viktor)) en un Traditional Survivor Series Elimination Tag Team Match (22:20).[16][17]
  - Durante la lucha, Kalisto fue reemplazado por Metalik debido a una lesión en la rodilla.

| N.º               | Luchador          | Pareja                         | Equipo                         | Eliminado por                  | Técnica de eliminación                        | Tiempo                         |
| ----------------- | ----------------- | ------------------------------ | ------------------------------ | ------------------------------ | --------------------------------------------- | ------------------------------ |
| 1                 | Primo Colón       | The Colóns                     | SmackDown Live                 | Dash Wilder                    | «Shatter Machine»                             | 3:20                           |
| 2                 | Bo Dallas         | The B-Team                     | Raw                            | Karl Anderson                  | «Schoolboy»                                   | 5:15                           |
| 3                 | Eric Young        | SAni†Y                         | SmackDown Live                 | Bobby Roode                    | Combinación entre «Neckbreaker» y «Moonsault» | 6:45                           |
| 4                 | Viktor            | The Ascension                  | Raw                            | Big E                          | «Assisted Splash»                             | 9:00                           |
| 5                 | Karl Anderson     | Gallows & Anderson             | SmackDown Live                 | Gran Metalik                   | «Rope walk senton bomb»                       | 11:15                          |
| 6                 | Lince Dorado      | Lucha House Party              | Raw                            | Jey Uso                        | «Alley Uce»                                   | 18:00                          |
| 7                 | Chad Gable        | Gable & Roode                  | Raw                            | Big E                          | «Midnight Hour»                               | 18:30                          |
| 8                 | Xavier Woods      | The New Day                    | SmackDown Live                 | Dash Wilder                    | «Shatter Machine»                             | 19:50                          |
| 9                 | Scott Dawson      | The Revival                    | Raw                            | Jimmy Uso                      | «Uso Splash»                                  | 22:20                          |
| Sobreviviente(s): | Sobreviviente(s): | Team SmackDown Live (The Usos) | Team SmackDown Live (The Usos) | Team SmackDown Live (The Usos) | Team SmackDown Live (The Usos)                | Team SmackDown Live (The Usos) |
- Team Raw (Bayley, Sasha Banks, Nia Jax, Mickie James & Tamina) (con Alexa Bliss (capitana)) derrotaron a Team SmackDown Live (Naomi (capitana), Carmella, Asuka, Mandy Rose & Sonya Deville) (con R-Truth) en un Traditional Survivor Series Elimination Women's Match (18:50).[18][19]
  - Originalmente, Natalya y Ruby Riott eran miembros del Team Raw, pero fueron reemplazadas por Banks & Bayley luego de una disputa en el Kick-Off.

| N.º               | Luchadora         | Equipo             | Eliminada por      | Técnica de eliminación    | Tiempo             |
| ----------------- | ----------------- | ------------------ | ------------------ | ------------------------- | ------------------ |
| 1                 | Naomi             | SmackDown Live     | Tamina             | «Superkick»               | 1:20               |
| 2                 | Tamina            | Raw                | Carmella           | «Schoolgirl»              | 1:21               |
| 3                 | Mickie James      | Raw                | Mandy Rose         | «Sliding Knee» de Deville | 6:50               |
| 4                 | Carmella          | SmackDown Live     | Bayley             | «Bayley to Belly»         | 8:20               |
| 5                 | Mandy Rose        | SmackDown Live     | Sasha Banks        | «Bank Statement»          | 9:55               |
| 6                 | Bayley            | Raw                | N/A                | Doble conteo fuera        | 14:45              |
| 6                 | Sonya Deville     | SmackDown Live     | N/A                | Doble conteo fuera        | 14:45              |
| 8                 | Sasha Banks       | Raw                | Asuka              | «Asuka Lock»              | 18:45              |
| 9                 | Asuka             | SmackDown Live     | Nia Jax            | «Samoan Drop»             | 18:50              |
| Sobreviviente(s): | Sobreviviente(s): | Team Raw (Nia Jax) | Team Raw (Nia Jax) | Team Raw (Nia Jax)        | Team Raw (Nia Jax) |
- El Campeón Intercontinental Seth Rollins derrotó al Campeón de los Estados Unidos Shinsuke Nakamura (21:50).[18][20]
  - Rollins cubrió a Nakamura después de un «Curb Stomp».
  - Ninguno de los dos campeonatos estuvo en juego.
- Los Campeones en Parejas de Raw AOP (Akam & Rezar) (con Drake Maverick) derrotaron a los Campeones en Parejas de SmackDown The Bar (Cesaro & Sheamus) (con The Big Show) (9:00).[18][21]
  - Rezar cubrió a Sheamus después de una combinación de «Neckbreaker» y «Sitout Powerbomb».
  - Ninguno de los dos campeonatos estaba en juego.
  - Durante la lucha, Maverick interfirió a favor de AOP.
- Buddy Murphy derrotó a Mustafa Ali y retuvo el Campeonato Peso Crucero de la WWE (12:20).[18][22]
  - Murphy cubrió a Ali después de un «Murphy's Law».
- Team Raw (Drew McIntyre, Dolph Ziggler, Finn Bálor, Braun Strowman & Bobby Lashley) (con Baron Corbin (capitán) & Lio Rush) derrotaron a Team SmackDown Live (The Miz (capitán), Shane McMahon, Rey Mysterio, Jeff Hardy & Samoa Joe) en un Traditional Survivor Series Elimination Men's Match (24:00).[18][23]
  - Originalmente, Daniel Bryan era miembro del Team SmackDown Live, pero fue sustituido por Jeff después de que Bryan ganara el Campeonato de la WWE en el episodio del 13 de noviembre de SmackDown Live.
  - Después de la lucha, Corbin atacó a Strowman.

| N.º               | Luchador          | Equipo                                                   | Eliminado por                                            | Técnica de eliminación                                   | Tiempo                                                   |                                                          |
| ----------------- | ----------------- | -------------------------------------------------------- | -------------------------------------------------------- | -------------------------------------------------------- | -------------------------------------------------------- | -------------------------------------------------------- |
| 1                 | Samoa Joe         | SmackDown Live                                           | Drew McIntyre                                            | «Claymore Kick»                                          | 0:35                                                     |                                                          |
| 2                 | Finn Bálor        | Raw                                                      | Rey Mysterio                                             | «619» seguido de un «Frog Splash»                        | 12:10                                                    |                                                          |
| 3                 | Dolph Ziggler     | Raw                                                      | Shane McMahon                                            | «Coast to Coast»                                         | 18:10                                                    |                                                          |
| 4                 | Jeff Hardy        | SmackDown Live                                           | Braun Strowman                                           | «Powerslam»                                              | 20:45                                                    |                                                          |
| 5                 | Rey Mysterio      | SmackDown Live                                           | Braun Strowman                                           | «Powerslam»                                              | 21:10                                                    |                                                          |
| 6                 | The Miz           | SmackDown Live                                           | Braun Strowman                                           | «Powerslam»                                              | 22:25                                                    |                                                          |
| 7                 | Shane McMahon     | SmackDown Live                                           | Braun Strowman                                           | «Running Powerslam»                                      | 24:00                                                    |                                                          |
| Sobreviviente(s): | Sobreviviente(s): | Team Raw (Braun Strowman, Drew McIntyre y Bobby Lashley) | Team Raw (Braun Strowman, Drew McIntyre y Bobby Lashley) | Team Raw (Braun Strowman, Drew McIntyre y Bobby Lashley) | Team Raw (Braun Strowman, Drew McIntyre y Bobby Lashley) | Team Raw (Braun Strowman, Drew McIntyre y Bobby Lashley) |
- La Campeona Femenina de Raw Ronda Rousey derrotó a Charlotte Flair por descalificación (14:40).[18][24]
  - Flair fue descalificada después de atacar a Rousey con un palo de kendo.
  - Después de la lucha, Flair continuó atacando a Rousey con una silla.
  - El Campeonato Femenino de Raw no estuvo en juego.
  - Originalmente, la Campeona Femenina de SmackDown Becky Lynch era la oponente de Rousey, pero fue reemplazada por Flair debido a una lesión.
- El Campeón Universal de la WWE Brock Lesnar (con Paul Heyman) derrotó al Campeón de la WWE Daniel Bryan (18:50).[18][25]
  - Lesnar cubrió a Bryan después de revertir un «Yes! Lock» en un «F-5»
  - Ninguno de los dos campeonatos estaban en juego.
  - Originalmente, AJ Styles era el oponente de Lesnar, pero fue reemplazado por Bryan cuando este ganó el Campeonato de la WWE en el episodio del 13 de noviembre de SmackDown Live.